# Synchaeta neapolitana
Synchaeta neapolitana är en hjuldjursart som beskrevs av Rousselet 1902. Synchaeta neapolitana ingår i släktet Synchaeta och familjen Synchaetidae. Arten är reproducerande i Sverige. Inga underarter finns listade i Catalogue of Life.